# Tharpyna diademata
Tharpyna diademata är en spindelart som beskrevs av Ludwig Carl Christian Koch 1874. Tharpyna diademata ingår i släktet Tharpyna och familjen krabbspindlar. Inga underarter finns listade i Catalogue of Life.